# التحالف من أجل التغيير والشفافية
التحالف من أجل التغيير والشفافية ( (بالسواحلية: Chama cha Wazalendo)‏ حزب الوطنيين' ) ، المعروف أحيانًا باسم ACT-Wazalendo، هو ثالث أكبر حزب سياسي في تنزانيا. حصل على تسجيله الدائم في مايو 2014.

## روابط خارجية
- ACTwazalendoعلى تويتر.
- ACT Constitution